# Flensburgo
Flensburgo (in tedesco Flensburg; in danese Flensborg) è la terza città per popolazione dello Schleswig-Holstein, in Germania. Si trova sulla costa del Mar Baltico e sul confine con la Danimarca, dalla quale dista circa 7 chilometri. La sua popolazione era di circa 90 164 abitanti al censimento del 2019.

## Storia
Flensburgo venne fondata nel XIII secolo sull'estremità più interna del fiordo di Flensburgo, e incominciò a crescere dopo il declino della Lega anseatica. Tra il 1460 e il 1864 fu il secondo porto della monarchia danese per importanza dopo Copenaghen. 
Durante la seconda guerra dello Schleswig (1864) venne occupata dal regno di Prussia, nel quale in seguito al trattato di pace fu annessa e del quale, nel 1889, divenne una città extracircondariale. Ancora oggi Flensburgo è il centro principale della minoranza danese in Germania e l'impronta della dominazione passata è ancora fortemente percepibile nell'architettura, nel dialetto locale e nei cognomi di parte della popolazione (ad esempio Asmussen, Claussen, Jacobsen, Jensen, Petersen). Si stima che gli abitanti di origine danese siano ancora oggi circa il 15-20% del totale. Il nome danese della città è Flensborg.
Durante la seconda guerra mondiale Flensburgo fu una delle pochissime città tedesche a non essere cadute sotto gli alleati e la città praticamente non subì danni. Il presidente del Reich grandammiraglio Karl Dönitz e il governo tedesco vi ripararono nel maggio del 1945 per sfuggire alle truppe alleate (passando alla storia come Governo di Flensburg), ma proprio qui vennero catturati dopo la resa dell'8 maggio. Lo scioglimento del governo (e dell'intera Germania nazista) venne formalizzato dagli Alleati il 23 maggio.
Negli anni immediatamente successivi al dopoguerra, vi fu per qualche tempo una maggioranza favorevole all'annessione della città e dei villaggi circostanti alla Danimarca. Anche ai giorni nostri, i partiti e le liste elettorali rappresentanti la minoranza danese continuano a registrare un buon successo alle elezioni locali, in particolare l'Associazione degli Elettori del Sud Schleswig.

## Economia
A Flensburgo ha sede l'azienda produttrice della birra Flensburger Brauerei. 
Per i danesi, questa città e i suoi dintorni sono meglio noti per i duty-free dove liquori e dolci, fino al 2003, potevano essere acquistati a prezzi significativamente più bassi che in Danimarca. Nel 2003 la Danimarca abbassò le imposte su liquori, tabacco e altri prodotti associati con una grande quantità di commerci interfrontalieri, e la differenza di prezzo oggi non vale più il viaggio oltre confine. Un interessante effetto collaterale è che ora molte più persone provenienti da Norvegia e Svezia visitano la Danimarca per acquistare alcolici e tabacco.

## Luoghi d'interesse
Uno dei monumenti più noti della città è Nordertor, la porta cittadina di epoca rinascimentale situata a nord della città.

## Società
La minoranza danese di Flensburgo e dei paesi circostanti ha le proprie scuole, biblioteche, chiese luterane e società sportive, pur non essendoci isolamento dalla maggioranza tedesca. 
Molto importante è la presenza dell'Università di Flensburgo. Le sue peculiarità includono anche studi congiunti tedesco-danese in collaborazione con l'Università della Danimarca meridionale di Sønderborg.

### Lingue
Nei traghetti in servizio nella zona viene talvolta parlato il Petuh, un ibrido di tedesco, danese e basso sassone molto utilizzato fino agli anni cinquanta ma attualmente in pericolo di estinzione. Il nome deriva da Passepartout-Card (abbonamento annuale).

## Sport
Flensburgo è sede di uno dei più celebri club di pallamano maschile della Germania, il Flensburg-Handewitt, vincitore di 3 titoli tedeschi e di una Champions League. Esiste una fortissima rivalità con il THW Kiel, a sua volta una delle società dominanti nel panorama pallamanistico nazionale ed europeo.

## Nella cultura di massa
Nella città di Flensburgo e nei suoi dintorni viene filmata la serie tv tedesca Il nostro amico Kalle.

## Galleria d'immagini

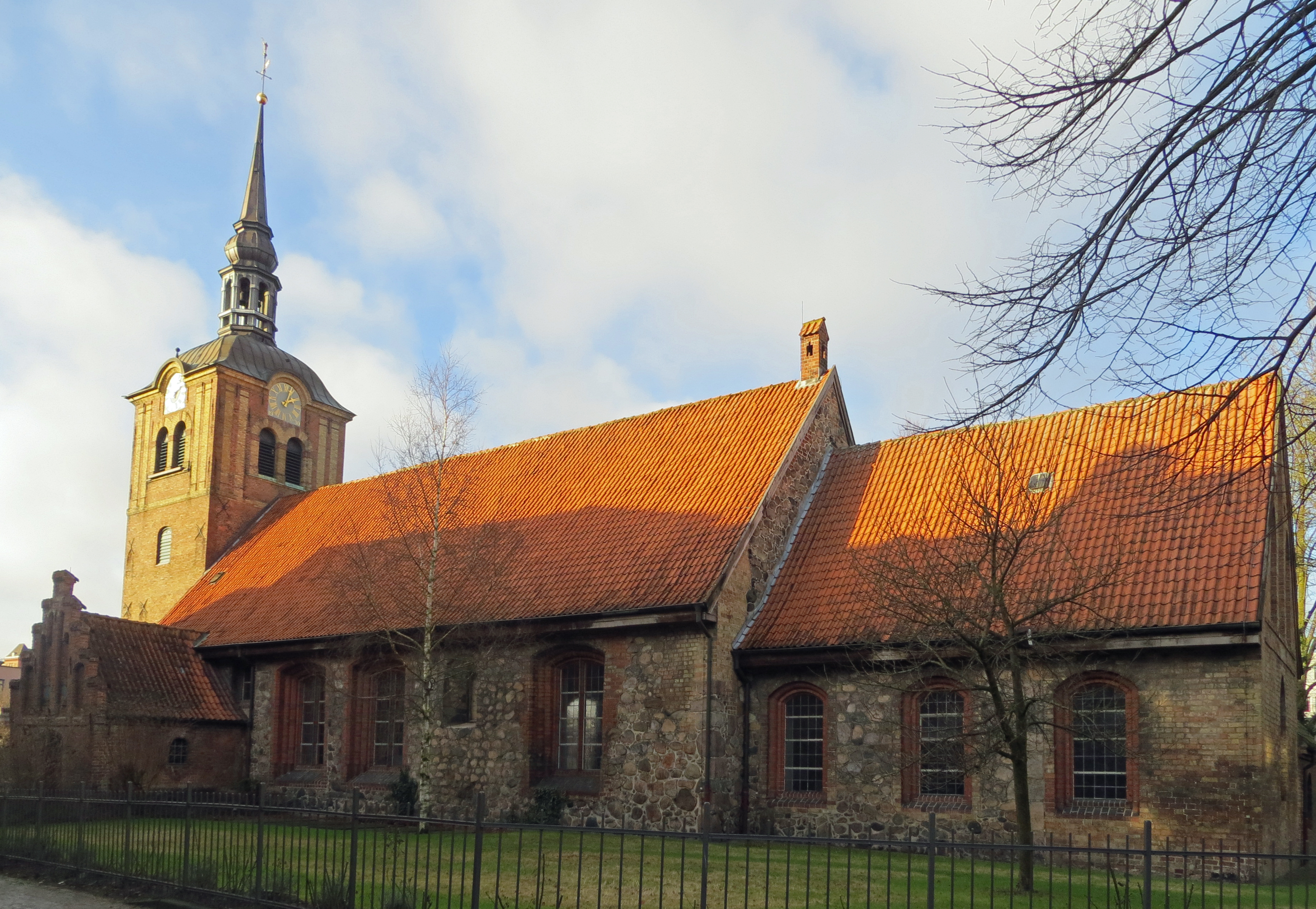
La chiesa di San Giovanni, la chiesa più antica di Flensburgo
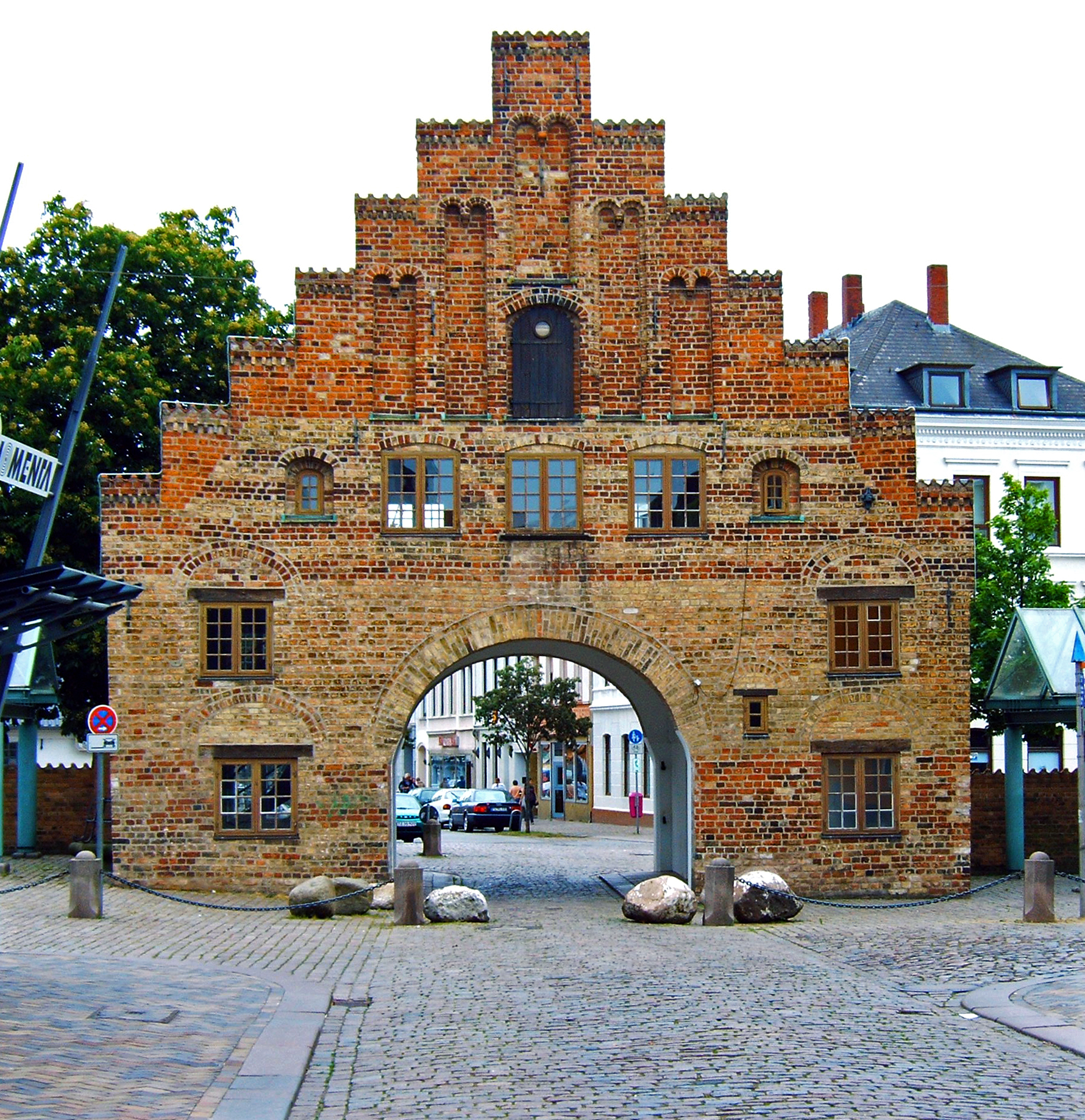
Nordertor, simbolo della città
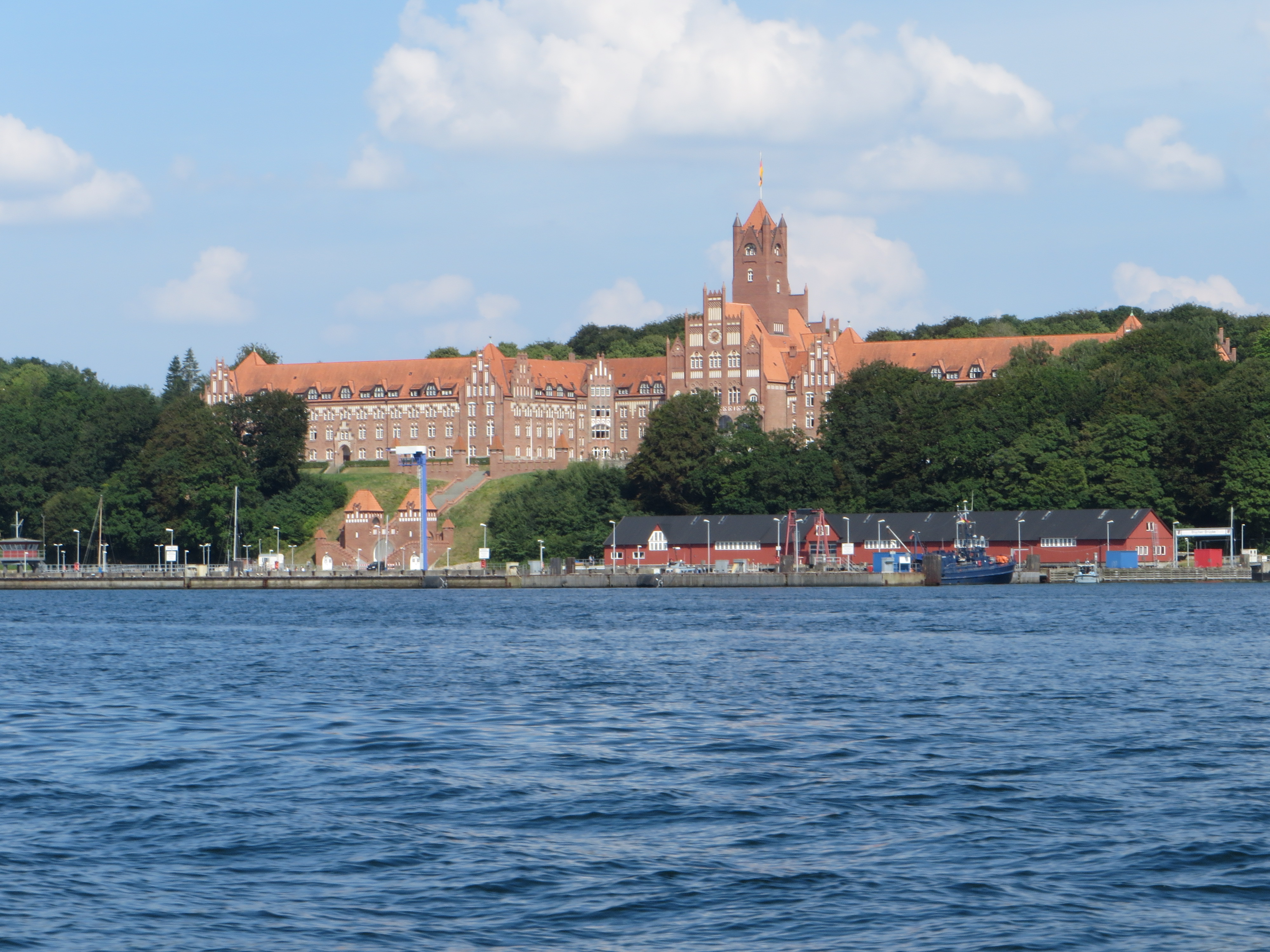
Accademia navale di Mürwik
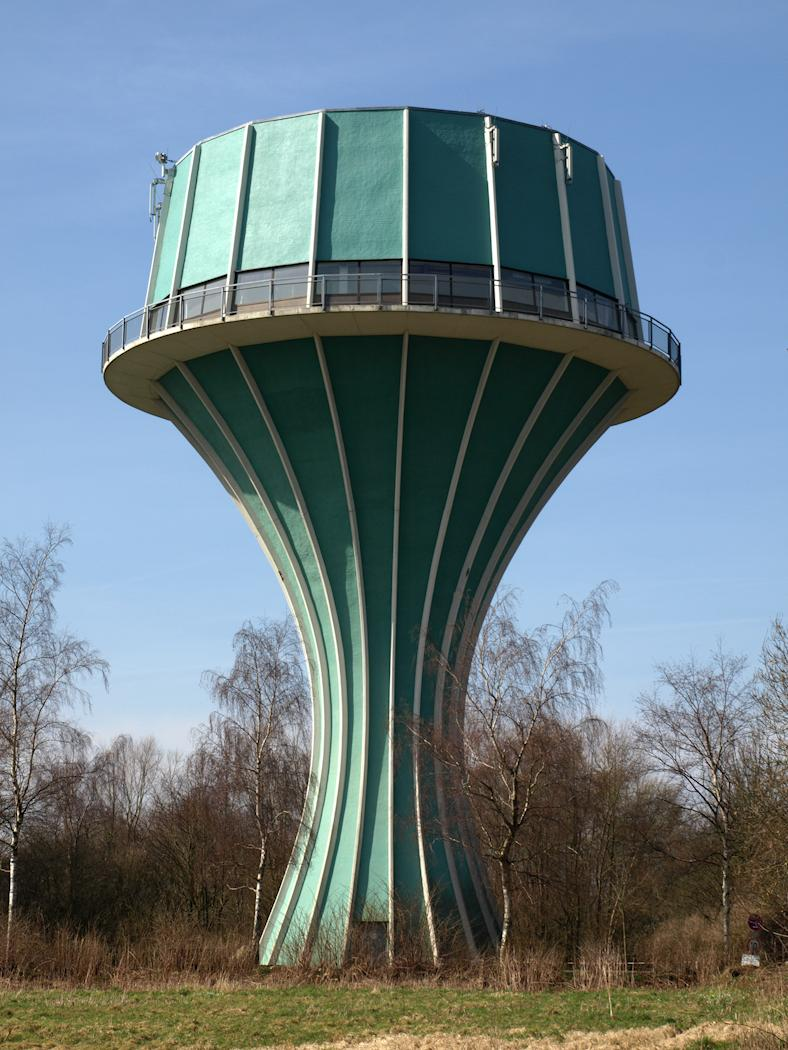
Serbatoio idrico di Mürwik-Flensburg
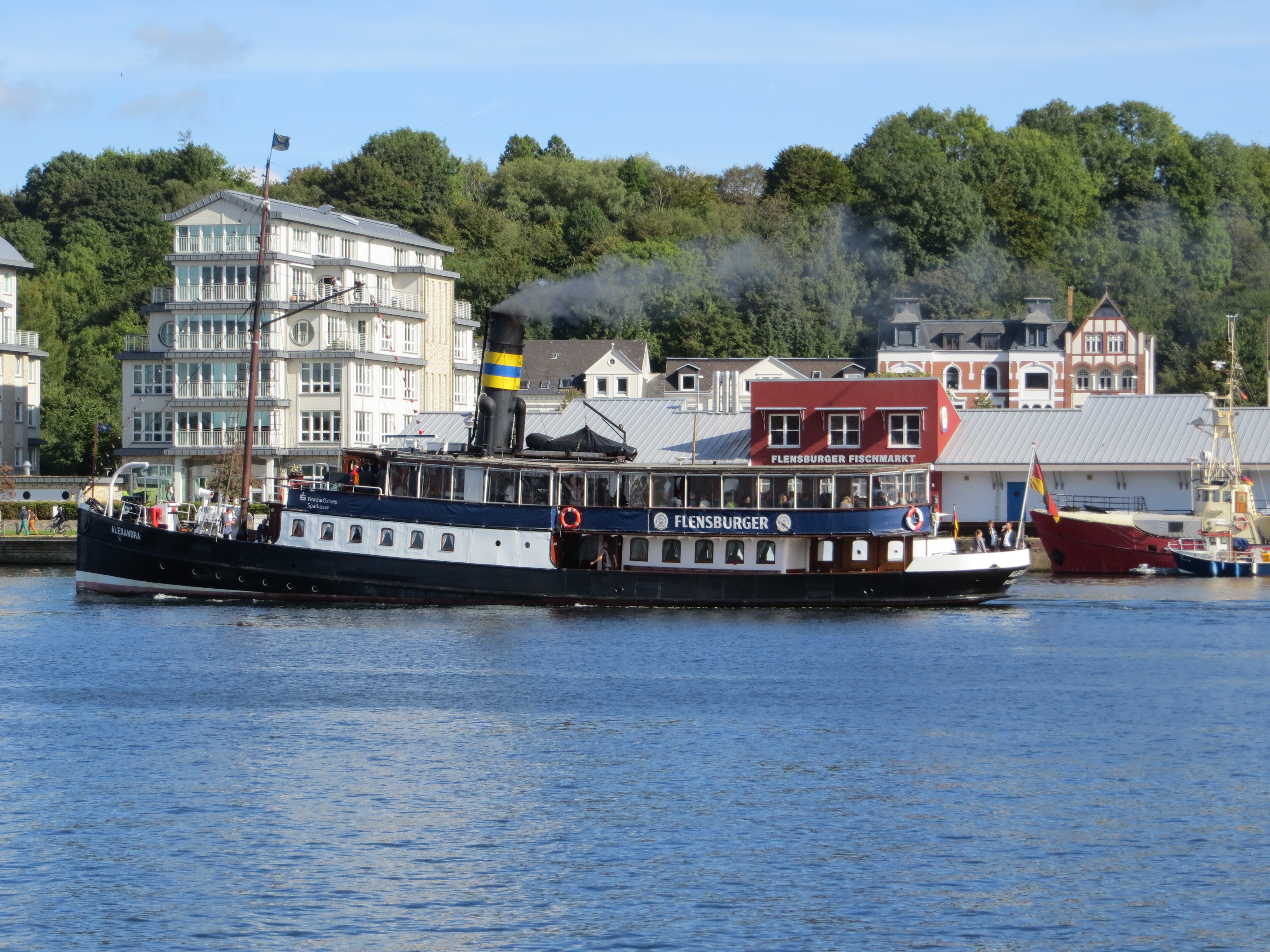
Nave storica Alexandra
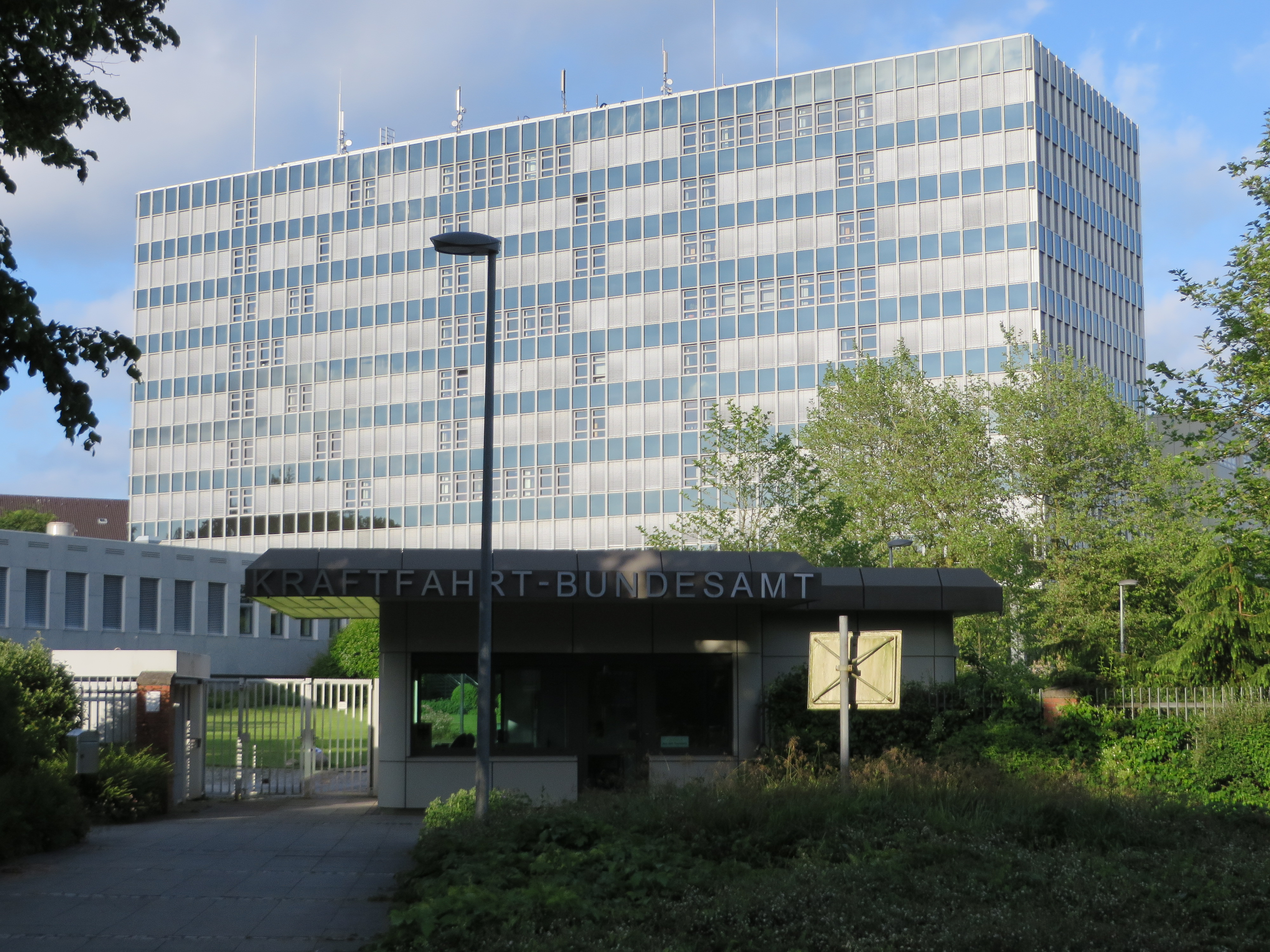
KBA (Sede dell'Autorità Federale dei Trasporti)